# Jordi Quintillà Guasch
Jordi Quintillà Guasch (Lleida, Segrià, 25 d'octubre de 1993), més conegut simplement com a Jordi Quintillà, és un futbolista català que juga com a migcampista ofensiu encara que pot jugar en diverses posicions al mig del camp. Actualment milita al FC St.Gallen 1879 de la Superlliga de Suïssa. És germà de Xavi Quintillà.

## Trajectòria

### FC Barcelona
Començà amb només 6 anys a la Unió Esportiva Lleida, on va arribar al Prebenjamí A, durant 8 temporades va estar vestint la samarreta blaveta, fins que és fitxat pel Futbol Club Barcelona per ingressar el 2009 al Juvenil B de Sergi Barjuan amb el qual va conquistar la Lliga Nacional. Aquí es manté només una temporada, sent ràpidament ascendit al Juvenil "A" sota les ordres d'Òscar García, tot i que es va quedar sense jugar gairebé durant tota la campanya. Després de la sortida del tècnic sorgeixen noves oportunitats amb Jordi Vinyals qui li permet de jugar més partits però sense grans actuacions, d'igual manera s'alternava en el Barça B d'Eusebio Sacristán, però mai aconsegueix debutar.

### Cessions
Finalment al mercat d'hivern de 2013 és cedit al Club de Futbol Badalona, aquí la seva participació continua sent mínima sense aconseguir consolidar-se, i va romandre poc temps a l'equip. Després de 4 mesos i mig torna amb els blaugranes pel final de la temporada, encara que tornaria a ser cedit per a la següent temporada, aquesta vegada la seva destinació seia el Centre d'Esports L'Hospitalet, sota les ordres de Kiko Ramírez; allà aconsegueix tenir més presències en el camp, encara que solament durant els minuts finals dels partits, a més aconsegueix disputar un partit de la Copa del Rei davant el Racing de Santander.

### AC Ajaccio
Després de la seva última cessió finalitza el seu contracte amb el club blaugrana, el qual no renova i decideix anar-se'n a França per unir-se a les files de l'Athletic Club Ajaccien.
Quintillà va debutar-hi com a professional el 29 d'agost de 2014, jugant com a titular en un empat 0–0 a fora contra l'Stade Lavallois.

### Sporting Kansas City
El 6 d'agost de 2015, l'Sporting Kansas City va anunciar el fitxatge de Quintillà. Tot i que no va marcar en 15 partits, va fer el gol de la victòria a la tanda de penals contra els Philadelphia Union a la final de la Lamar Hunt el 30 de setembre de 2015.
Quintillà fou descartat per l'Sporting Kansas City el 23 de juny de 2016. El següent 9 de febrer va signar pel Puerto Rico FC de la North American Soccer League.

### FC St. Gallen
El 19 de juny de 2018, Quintillà va tornar a Europa, al FC St. Gallen de la Superlliga suïssa de futbol amb contracte per dos anys.